# Ишмуратово (Башкортостан)
Ишмуратово (баш. Ишморат) — деревня в Нуримановском районе Республики Башкортостан Российской Федерации. Входит в состав Староисаевского сельсовета.

## География

### Географическое положение
Расстояние до:
- районного центра (Красная Горка): 30 км,
- центра сельсовета (Старокулево): 15 км,
- ближайшей ж/д станции (Иглино): 55 км.

## Население
| 2002 | 2009 | 2010 |
| ---- | ---- | ---- |
| 223  | ↗234 | ↘223 |